# Martti Vainio

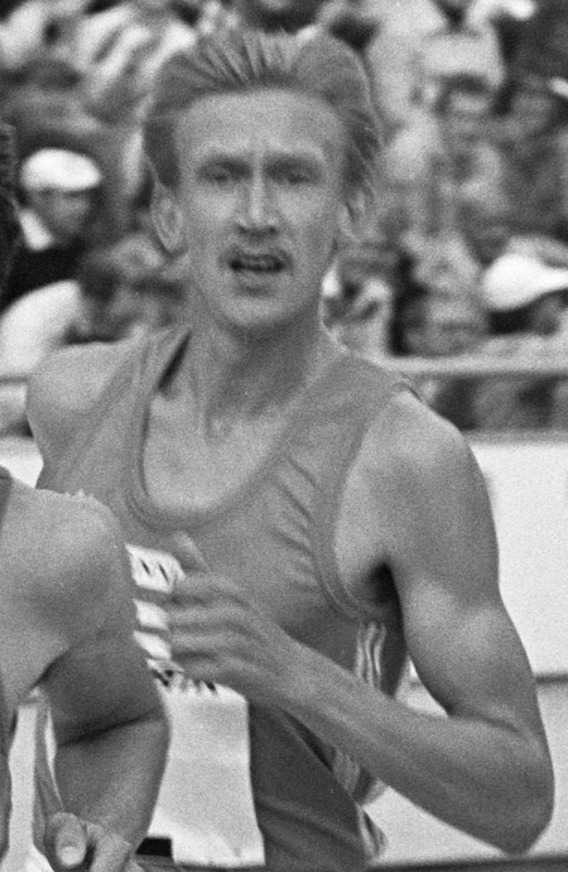
Martti Vainio, 1980

Martti Olavi Vainio (* 30. Dezember 1950 in Vehkalahti, Kymenlaakso) ist ein ehemaliger finnischer Langstreckenläufer, der 1978 Europameister im 10.000-Meter-Lauf wurde.

## Karriere
Bei den Olympischen Spielen 1976 in Montreal traten drei finnische Läufer auf der 10.000-Meter-Strecke an. Während sich Vainio und Pekka Päivärinta nicht für das Finale qualifizieren konnten, wiederholte Lasse Virén sowohl im 5000-Meter-Lauf als auch über 10.000 Meter seine Olympiasiege von 1972. 1977 gewann Vainio den ersten seiner neun finnischen Meistertitel.
Am 29. August 1978 fand das 10.000-Meter-Finale der Europameisterschaften in Prag statt. Favorit war der britische Europarekordler Brendan Foster, dessen Rekord bei 27:30,3 min stand. Im bis heute (Stand 2007) schnellsten Europameisterschaftslauf verbesserte sich Vainio um 28 Sekunden auf 27:30,99 min. Knapp hinter ihm liefen der Italiener Venanzio Ortis und Aleksandras Antipovas aus der Sowjetunion über die Ziellinie, während Foster nur Vierter wurde. Im 5000-Meter-Finale am 2. September wurde ein eher mäßiges Tempo angeschlagen. Im Endspurt siegte Ortis vor dem Schweizer Rekordhalter Markus Ryffel, in 13:29,7 min erreichte Vainio als Sechster das Ziel mit 1,2 Sekunden Rückstand.
Bei den Olympischen Spielen 1980 in Moskau erreichte Vainio auf beiden Distanzen das Finale, belegte jedoch nur den 13. Rang über 10.000 Meter und wurde Elfter über 5000 Meter, während sein Landsmann Kaarlo Maaninka Silber und Bronze gewann.
Der Endlauf über 10.000 Meter bei den Europameisterschaften 1982 in Athen sah ab der Mitte des Rennens eine Vierergruppe vorn: Für das Tempo sorgte der Portugiese Carlos Lopes. Neben Vainio liefen auch Werner Schildhauer aus der DDR und der Italiener Alberto Cova in Lauerstellung. 200 Meter vor dem Ziel setzte Vainio zu einem langgezogenen Spurt an, wurde aber auf der Zielgeraden zuerst von Schildhauer und dann auch Cova überholt. Erst unmittelbar vor der Ziellinie übernahm Cova die Führung, und anderthalb Sekunden zurück wurde Vainio in 27:42,51 min Dritter. Fünf Tage später im 5000-Meter-Finale war Vainio im Spurt machtlos und belegte in 13:33,69 min den achten Platz.
Bei den Weltmeisterschaften 1983 in Helsinki erreichte Vainio vor heimischem Publikum auf beiden Langstrecken das Finale, jeweils als einziger Finne. Im 10.000-Meter-Finale lösten sich 400 Meter vor dem Ziel fünf Läufer vom Rest der Spitzengruppe. Werner Schildhauer und Hansjörg Kunze aus der DDR versuchten sich gemeinsam mit Vainio von Cova und dem Tansanier Gidamis Shahanga zu lösen, was nicht gelang. Unmittelbar vor dem Ziel überspurtete Cova die beiden Läufer aus der DDR, Vainio wurde in 28:01,37 min mit 33 Hundertstelsekunden Rückstand auf Cova Vierter. Das 5000-Meter-Finale fand fünf Tage später statt. Nach langsamem Rennverlauf übernahm im Spurt Dmitri Dmitrijew aus der Sowjetunion die Führung, wurde aber auf der Zielgeraden vom Iren Eamonn Coghlan überlaufen. Schildhauer gewann einmal mehr Silber, und Vainio sicherte sich mit einem Hechtsprung ins Ziel die Bronzemedaille vor Dmitrijew.
1983 wurde Vainio Achter beim Philadelphia-Halbmarathon und 1984 Dritter beim Rotterdam-Marathon. Durch den Olympiaboykott des Ostblocks waren Schildhauer und Kunze nicht bei den Olympischen Spielen in Los Angeles am Start. Im 10.000-Meter-Finale löste sich Vainio mit gleichmäßig hohem Tempo frühzeitig vom Rest des Feldes. Lediglich Cova konnte dem Tempo mühelos folgen und lief im Windschatten des langen Finnen. Cova setzte eingangs der Zielgeraden seinen Spurt an, ging locker an Vainio vorbei und hatte im Ziel dreieinhalb Sekunden Vorsprung auf Vainio, die Spitze des restlichen Feldes lag über 100 Meter zurück. Nachdem Vainio positiv auf anabole Steroide getestet worden war, wurde ihm die Silbermedaille aberkannt. Zuerst erhielt er eine lebenslange Sperre, wurde aber nach 18 Monaten begnadigt. In seiner Biographie räumte er 2004 ein, auch schon bei den Weltmeisterschaften 1983 gedopt zu haben.
Bei den Europameisterschaften 1986 in Stuttgart wurde er Siebter über 10.000 Meter und Sechster über 5000 Meter. In Rom bei den Weltmeisterschaften 1987 in Rom gab er im Endlauf über 10.000 Meter auf.
Martti Vainio ist 1,90 m groß und wog in seiner aktiven Zeit 74 kg.

## Finnischer Meistertitel
- 3000 m (Halle): 1982, 1984
- 5000 m: 1978, 1980, 1981, 1982, 1987
- 10.000 m: 1977, 1978, 1980, 1981, 1982, 1983, 1986, 1987, 1988
- Crosslauf: 1981, 1983, 1986, 1987

## Bestzeiten
- 3000 m: 7:44,42 min, 12. Juli 1984, Varkaus
  - Halle: 7:55,84 min, 11. Februar 1984, Turku
- 5000 m: 13:20,07 min, 24. August 1983, Zürich
- 10.000 m: 27:30,99 min, 29. August 1978, Prag (finnischer Landesrekord; Stand 31. Dezember 2006)
- Halbmarathon: 1:04:06 h, 18. September 1983, Philadelphia
- Marathon: 2:13:05 h, 14. April 1984, Rotterdam